# Proplachovací šachta
Proplachovací šachta je součást stokové sítě. Používá se k proplachování stok s malým spádem. Základem je vstupní šachta, ve které je umístěn šoupátkový uzávěr. Po jeho uzavření se šachta naplní vodou a následný proud vody propláchne stoku.